# Ditto (piosenka NewJeans)
Ditto – piosenka południowokoreańskiej grupy NewJeans, wydana 19 grudnia 2022 roku przez wytwórnię ADOR. Promowała single album OMG.

## Historia wydania
NewJeans wydały swój pierwszy minialbum New Jeans w sierpniu 2022 roku, odnosząc sukces komercyjny i zdobywając uznanie krytyków. Minialbum zajął pierwsze miejsce na Circle Music Chart w Korei Południowej, sprzedając 311 200 kopii w pierwszym tygodniu.
10 listopada 2022 roku ADOR ogłosiło poprzez media społecznościowe NewJeans, że grupa wyda swój pierwszy singiel album OMG 2 stycznia 2023 roku. Dyrektor generalny i producent wykonawczy Min Hee-jin oświadczyła, że wydanie będzie poprzedzone nienazwanym singlem „przygotowany na pierwszą zimę z Bunnies (oficjalną grupą fanów NewJeans)” i ma zostać wydany 19 grudnia. Tytuł piosenki, „Ditto”, został ogłoszony 12 grudnia za pośrednictwem trzech animowanych plakatów: jeden zawierał teksty piosenki, a dwa pozostałe pokazywały dwa króliki. Następnego dnia Min Hee-jin ogłosiła, że w projekcie wezmą udział artyści Oohyo i The Black Skirts, którzy napisali część tekstów „Ditto”, oraz reżyser reklamowy Shin Woo-seok, który wyreżyserował jej dwuczęściowy teledysk. „Ditto” zzostało wydane 19 grudnia wraz z teledyskiem.

## Odbiór krytyczny
Kim docenił minimalistyczne wybory producenckie NewJeans, które wyróżniają ich spośród ich rówieśników na k-popowej scenie. Ko Kyung-seok z Hankook Ilbo pochwalił produkcję 250 i zauważył, że kompozycja, choć prosta, „ukrywa eksperymentowanie i złożoność”. Bang Ho-jung z Kookje Shinmoon była wzruszona piosenką i uważała, że „proste brzmienie” pozwala słuchaczowi skupić się na wokalu, melodii i tekście. Krytyk Kim Yun-ha uważał, że kompozycja jest „zwyczajna”, ale uważał, że piosenka jest emocjonalnie poruszająca. Napisał, że „Ditto” stanowi zimę złożoną z „małych fragmentów wspomnień, które były ukryte między przenikliwie zimnym mrozem, ogromnym drzewem, hałaśliwą ulicą i śmiechem przyjaciół”.

## Odbiór komercyjny
„Ditto” zadebiutowało na pierwszym miejscu w koreańskim Circle Digital Chart w wydaniu datowanym na 18–25 grudnia 2022 roku. Przynosząc NewJeans drugi singiel numer jeden w kraju po „Attention”. Piosenka utrzymywała się na szczycie listy przez pięć kolejnych tygodni. Utwór zadebiutował na pierwszym miejscu na Billboard Vietnam Hot 100 w wydaniu listy datowanym na 29 grudnia 2022 roku, stając się ich pierwszym singlem numer jeden w tym kraju. Zdobył on pierwsze miejsce na liście przez trzy kolejne tygodnie, po czym został zastąpiony przez ich własny utwór „OMG”, co uczyniło NewJeans artystami międzynarodowymi z największą liczbą tygodni na szczycie listy. „Ditto” otarło na pierwsze miejsce na liście Indonesia Songs. Piosenka spędziła odpowiednio trzy i cztery kolejne tygodnie na szczycie singapurskiej listy Top Streaming Chart i Taiwan Songs. W Japonii piosenka osiągnęła 12. miejsce na liście Billboard Japan Hot 100 i 13. miejsce na liście Oricon Combined Singles Chart.
W Wielkiej Brytanii „Ditto” był pierwszym utworem NewJeans na liście Official Singles Chart, osiągając szczyt na pozycji 95. Piosenka zadebiutowała na 17. miejscu na liście Bubbling Under Hot 100 w wydaniu datowanym na 7 stycznia 2023 roku, a dwa tygodnie później pojawiła się na liście Billboard Hot 100 na pozycji 96 z 5,1 milionami odsłuchań w Stanach Zjednoczonych, stając się pierwszym utworem grupy na tej liście. Były one najszybszym koreańskim zespołem, który pojawił się na liście, a piątym koreańskim zespołem po Wonder Girls, BTS, Blackpink i Twice. Utwór osiągnął szczyt na 82. miejscu w piątym tygodniu na liście.
Piosenka była pierwszym przebojem NewJeans, który znalazł się w pierwszej dziesiątce listy Billboard Global Excl. US, osiągając czwarte miejsce z 41,9 milionami strumieni i 3000 cyfrowych pobrań sprzedanych w okresie od 30 grudnia 2022 r. do 5 stycznia 2023 r. Zadebiutował na 36. miejscu listy Billboard Global 200 w wydaniu z 31 grudnia 2022 r., i po dwóch tygodniach osiągnęła pozycję numer osiem z 46,5 milionami odtworzeń i 4 000 cyfrowymi pobraniami sprzedanymi, co uczyniło z NewJeans czwartą koreańską grupę, która znalazła się w pierwszej dziesiątce tej listy po BTS, Blackpink i Big Bang.

## Lista utworów
| Ditto | Ditto        | Ditto                                        | Ditto             | Ditto     | Ditto   |
| Nr    | Tytuł utworu | Tekst                                        | Kompozycja        | Aranżacja | Długość |
| ----- | ------------ | -------------------------------------------- | ----------------- | --------- | ------- |
| 1.    | „Ditto”      | Ylva Dimberg, The Black Skirts, Oohyo, Minji | 250, Ylva Dimberg | 250       | 3:05    |

## Notowania
| Lista                                   | Najwyższa pozycja |
| --------------------------------------- | ----------------- |
| South Korea (Circle)                    | 1                 |
| South Korea (Billboard)                 | 1                 |
| Argentina (Argentina Hot 100)           | 43                |
| Canada (Canadian Hot 100)               | 43                |
| Global 200 (Billboard)                  | 8                 |
| Hong Kong (Billboard)                   | 3                 |
| Indonesia (Billboard)                   | 1                 |
| Japan (Japan Hot 100)                   | 10                |
| Japan Combined Singles (Oricon)         | 13                |
| Malaysia (Billboard)                    | 2                 |
| Netherlands (Global 40)                 | 31                |
| New Zealand Hot Singles (RMNZ)          | 11                |
| Philippines (Billboard)                 | 2                 |
| Portugal (AFP)                          | 153               |
| Singapore (RIAS)                        | 1                 |
| Taiwan (Billboard)                      | 1                 |
| UK Singles (OCC)                        | 95                |
| UK Indie (OCC)                          | 30                |
| US Billboard Hot 100                    | 82                |
| US World Digital Song Sales (Billboard) | 4                 |
| Vietnam (Vietnam Hot 100)               | 1                 |

## Nagrody w programach muzycznych
| Program                | Data             | Źródło |
| ---------------------- | ---------------- | ------ |
| Show! Music Core (MBC) | 7 stycznia 2023  | [ 49 ] |
| Show! Music Core (MBC) | 14 stycznia 2023 | [ 50 ] |
| Show! Music Core (MBC) | 28 stycznia 2023 | [ 51 ] |
| Show! Music Core (MBC) | 4 lutego 2023    | [ 52 ] |
| Inkigayo (SBS)         | 8 stycznia 2023  | [ 53 ] |
| Inkigayo (SBS)         | 29 stycznia 2023 | [ 54 ] |
| Inkigayo (SBS)         | 5 lutego 2023    | [ 55 ] |
| Music Bank (KBS2)      | 13 stycznia 2023 | [ 56 ] |